# Camp de concentration de Berg
Pour les articles homonymes, voir Berg.
La camp de concentration de Berg est un camp à Tønsberg en Norvège. Il servit à l'internement des prisonniers politiques et de camp de transit pour les Juifs destinés à la déportation vers les camps de concentration en Allemagne et en Pologne. 
Au cours de l'occupation de la Norvège par le Troisième Reich, les fascistes norvégiens du parti collaborationniste Nasjonal Samling  bâtissent ce camp de concentration.
L'administration du camp est entièrement gérée par les membres de Hirden l'organisation paramilitaire du nasjonal samling sous la tutelle de la police d'état norvégienne la Stapo (statspolitiet) du ministère de la Police. L'inspecteur de police Eivind Wallestad est le commandant du camp.
Dès octobre 1942, plusieurs centaines de juifs sont internés dans le camp dans le cadre de la Shoah en Norvège. Ils sont réduits en esclavage et doivent travailler dans des conditions très rudes afin de construire le camp.
À partir de février 1943, les premiers détenus non-juifs sont internés dans le camp, il s'agit d'opposants politiques qui refusent de collaborer avec l'occupant allemand.
Au cours de l'hiver 1944, le camp accueil 500 à 600 prisonniers. 280 prisonniers juifs sont déportés vers les camps en Allemagne et seulement 7 survivent.
Après guerre, le camp est utilisé pour enfermer les collaborateurs du régime fasciste norvégien dirigé par Vidkun Quisling. Quelques années plus tard le camp devient un centre pour délinquants juvéniles.
Parmi les personnes incarcérées, on compte le chimiste Victor Goldschmidt.